# Città di transizione

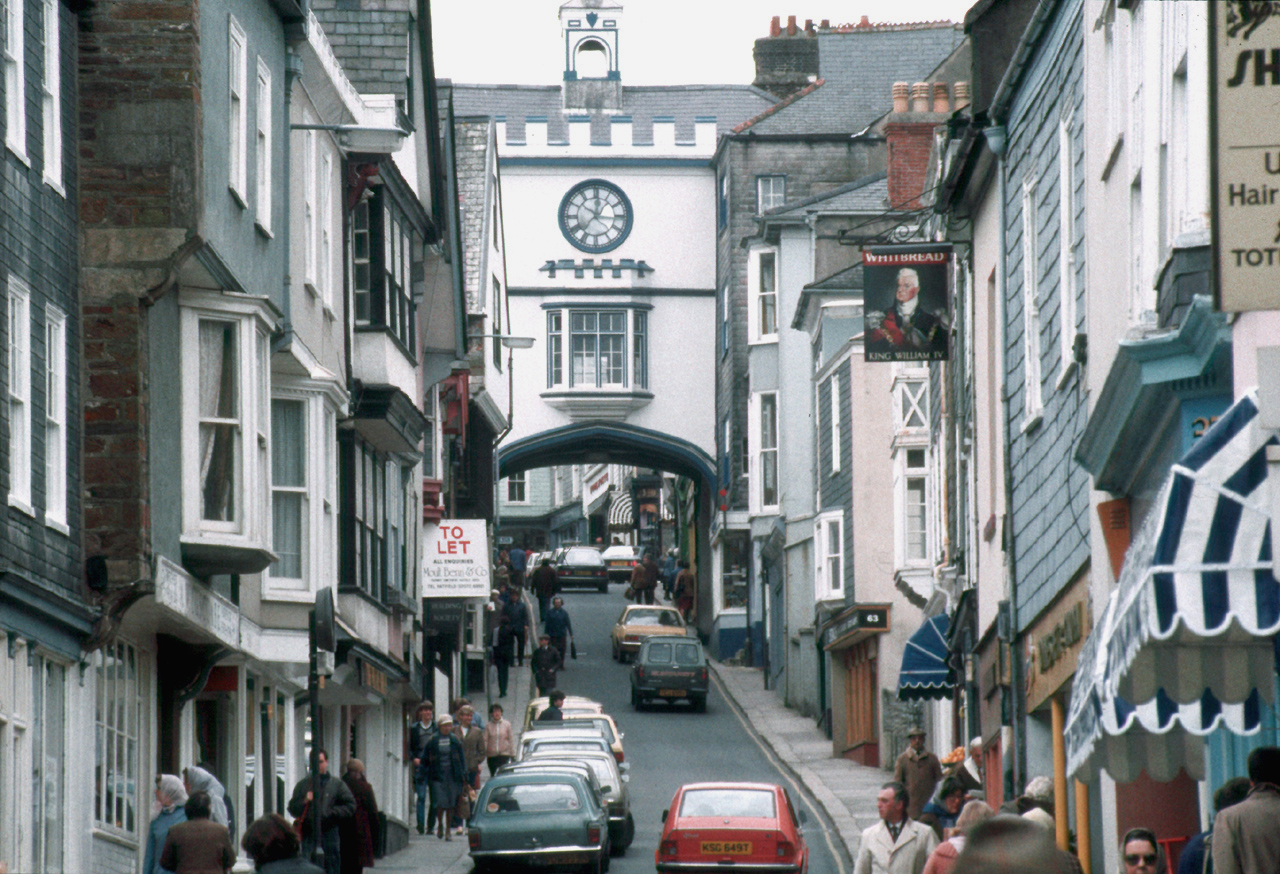
Totnes, Devon, una città di transizione.

Le Città di Transizione (Transition Towns in inglese) rappresentano un movimento fondato in Irlanda a Kinsale e in Inghilterra a Totnes dall'ambientalista Rob Hopkins negli anni 2005 e 2006. L'obiettivo del movimento è di preparare le comunità ad affrontare la doppia sfida costituita dal sommarsi del riscaldamento globale e del picco del petrolio. Il movimento è attualmente in rapida crescita e conta centinaia di comunità affiliate in diversi paesi.

## Storia
Il concetto di transizione matura dal lavoro fatto da Rob Hopkins (esperto di permacultura) assieme agli studenti del Kinsale Further Education College, culminato in un saggio dal titolo Energy Descent Action Plan nel quale si analizzano approcci di tipo resiliente, multidisciplinare e creativo riguardo a produzione di energia, salute, educazione, economia e agricoltura, sotto forma di "road map" verso un futuro sostenibile per la città.
Uno degli studenti, Louise Rooney, ha poi ulteriormente sviluppato il concetto di città di transizione e lo ha presentato al consiglio comunale di Kinsale, il quale con una storica decisione ha adottato il piano e lavora oggi alla propria indipendenza energetica.
L'idea è stata poi riformulata ed espansa nel settembre 2006 per la città nativa di Hopkins, Totnes, dove egli oggi vive. L'iniziativa ha avuto rapida diffusione e, a ottobre 2014, si segnalano oltre 2.000 comunità riconosciute ufficialmente da "Transition Network" in Regno Unito, Irlanda, Australia, Nuova Zelanda e Italia. L'appellativo "città" rappresenta in realtà comunità di diverse dimensioni, da piccoli villaggi (Kinsale) a distretti (Penwith) fino a vere e proprie città (Brixton).
In Italia esistono diverse Città di Transizione riconosciute ufficialmente da TN e coordinate in maniera molto soft da http://transitionitalia.it/, una delle prime è stata Monteveglio, in provincia di Bologna.

## Caratteristiche del movimento
Lo scopo principale del movimento è quello di elevare la consapevolezza rispetto a temi di insediamento sostenibile e preparare alla flessibilità richiesta dai mutamenti in corso. Le comunità sono incoraggiate a ricercare metodi per ridurre l'utilizzo di energia ed incrementare la propria autonomia a tutti i livelli. Esempi di iniziative riguardano la creazione di orti comuni, riciclaggio di materie di scarto come materia prima per altre filiere produttive, o semplicemente la riparazione di vecchi oggetti non più funzionanti in luogo della loro dismissione come rifiuti.
Sebbene gli obiettivi generali rimangano invariati, i metodi operativi utilizzati possono cambiare. Per esempio Totnes ha introdotto una propria moneta locale, il Totnes pound, che è spendibile nei negozi e presso le attività commerciali locali. Questo aiuta a ridurre le "food miles" (distanza percorsa dal cibo prima di essere consumato, causa di inquinamento e dispendio energetico) e supporta l'economia locale. La stessa idea di moneta locale verrà introdotta in tre Transition Towns gallesi.
Fulcro del movimento delle Transition Towns è l'idea che una vita senza petrolio può in realtà essere più godibile e soddisfacente dell'attuale. "Ragionando fuori dallo schema corrente, possiamo in realtà riconoscere che la fine dell'era di petrolio a basso costo è un'opportunità piuttosto che una minaccia, e possiamo progettare la futura era a bassa emissione di anidride carbonica come epoca fiorente, caratterizzata da flessibilità e abbondanza - un posto molto migliore in cui vivere dell'attuale epoca di consumo alienante basato sull'avidità, sulla guerra e sul mito di crescita infinita". Un articolo molto utile con dei contributi video interessanti è il seguente.

## Futuro del movimento
Il numero di comunità coinvolte è in costante crescita, con molte città prossime alla "ufficializzazione".
Il movimento riceve sempre maggiore attenzione da parte dei media grazie alla propria rapida crescita. In marzo 2019 tutte le Iniziative di Transizione sono invitate a partecipare alla verifica dello stato di salute, per poter partecipare a questo esperimento mondiale è necessario scaricare questo documento. Alcune delle Iniziative attive sono le seguenti: Funo, San Lazzaro di Savena e Terracini (facoltà di Ingegneria).